# العلاقات البرتغالية الجامايكية
العلاقات البرتغالية الجامايكية هي العلاقات الثنائية التي تجمع بين البرتغال وجامايكا.

## مقارنة بين البلدين
هذه مقارنة عامة ومرجعية للدولتين:
| وجه المقارنة                                              | البرتغال                                                  | جامايكا       |
| --------------------------------------------------------- | --------------------------------------------------------- | ------------- |
| المساحة (كم2)                                             | 92.21 ألف                                                 | 10.99 ألف     |
| عدد السكان (نسمة)                                         | 10.60 مليون                                               | 2.95 مليون    |
| الكثافة السكانية (ن./كم²)                                 | 114.95                                                    | 268.43        |
| العاصمة                                                   | لشبونة                                                    | كينغستون      |
| اللغة الرسمية                                             | اللغة البرتغالية، اللغة الميراندية                        | لغة إنجليزية  |
| العملة                                                    | يورو، اسكودو برتغالي                                      | دولار جامايكي |
| الناتج المحلي الإجمالي (بليون دولار)                      | 217.57 مليار                                              | 14.77 مليار   |
| الناتج المحلي الإجمالي (تعادل القوة الشرائية) بليون دولار | 307.82 مليار                                              | 24.79 مليار   |
| الناتج المحلي الإجمالي الاسمي للفرد دولار أمريكي          | 19.22 ألف                                                 | 5.23 ألف      |
| الناتج المحلي الإجمالي للفرد دولار أمريكي                 | 28.76 ألف                                                 | 8.88 ألف      |
| مؤشر التنمية البشرية                                      | 0.830                                                     | 0.719         |
| رمز المكالمات الدولي                                      | +351                                                      | +1876         |
| رمز الإنترنت                                              | .pt                                                       | .jm           |
| المنطقة الزمنية                                           | توقيت غرب أوروبا، توقيت غرب أوروبا الصيفي، أوروبا/لشبونة ‏ | 00            |

## منظمات دولية مشتركة
يشترك البلدان في عضوية مجموعة من المنظمات الدولية، منها:
| علم المنظمة | اسم المنظمة                               | تاريخ انضمام البرتغال | تاريخ انضمام جامايكا |
| ----------- | ----------------------------------------- | --------------------- | -------------------- |
|             | يونسكو                                    | 11 مارس 1965          | 7 نوفمبر 1962        |
|             | وكالة ضمان الاستثمار متعدد الأطراف        | 6 يونيو 1988          | 12 أبريل 1988        |
|             | الأمم المتحدة                             | 14 ديسمبر 1955        | 18 سبتمبر 1962       |
|             | الاتحاد البريدي العالمي                   | ?                     | ?                    |
|             | البنك الدولي للإنشاء والتعمير             | 29 مارس 1961          | 21 فبراير 1963       |
|             | المنظمة الهيدروغرافية الدولية             | ?                     | ?                    |
|             | الاتحاد الدولي للاتصالات                  | 1866                  | 18 فبراير 1963       |
|             | منظمة حظر الأسلحة الكيميائية              | ?                     | ?                    |
|             | مؤسسة التمويل الدولية                     | 8 يوليو 1966          | 31 مارس 1964         |
|             | المركز الدولي لتسوية المنازعات الاستشارية | 1 أغسطس 1984          | 14 أكتوبر 1966       |
|             | منظمة التجارة العالمية                    | ?                     | ?                    |
|             | منظمة الشرطة الجنائية الدولية             | ?                     | ?                    |

## وصلات خارجية
- موقع وزارة الخارجية البرتغالية
- موقع وزارة الخارجية الجامايكية